# Truly Madly Completely: The Best of Savage Garden
Truly Madly Completely: The Best of Savage Garden — сборник австралийской группы Savage Garden, выпущенный в 2005 году.

## О сборнике
Выход сборника был приурочен к десятилетию с момента появления Savage Garden в музыкальной индустрии. Несмотря на выпуск только двух альбомов — Savage Garden и Affirmation — и распад в 2001 году, коллектив имел большой успех по всему миру.
Первоначально релиз был запланирован на 2003 год; в трек-лист входило 13 синглов (исключением стала «Chained to You») и два бонуса — «All Around Me» и «I Don’t Care». В 2005 году Даррен Хейз совместно с Columbia Records объединили усилия для выпуска диска; Хейзом были предоставлены две новые песни, «So Beautiful» и «California». Гитарист группы Дэниел Джонс принимать участие в работе над сборником отказался.
В Truly Madly Competely вошло 10 синглов и 5 би-сайдов Savage Garden, а также «California» и «So Beautiful», который был выпущен синглом в поддержку сборника (при выпуске сингла Хейз был обозначен как «Darren Hayes (of Savage Garden)»). DVD, входящий в специальное издание сборника для Австралии и Японии, содержит видеоклипы группы и документальный фильм «Parallel Lives».
Обложка альбома была выполнена в четырёх цветовых вариантах и представляет собой переработанную обложку дебютного альбома Savage Garden.

## Список композиций
| №   | Название                            | С альбома                              | Длительность |
| --- | ----------------------------------- | -------------------------------------- | ------------ |
| 1.  | «I Want You»                        | Savage Garden                          | 3:53         |
| 2.  | «I Knew I Loved You»                | Affirmation                            | 4:11         |
| 3.  | «To the Moon and Back»              | Savage Garden                          | 5:42         |
| 4.  | «Hold Me»                           | Affirmation                            | 4:52         |
| 5.  | «Santa Monica»                      | Savage Garden                          | 3:36         |
| 6.  | «Crash and Burn»                    | Affirmation                            | 4:42         |
| 7.  | «Break Me Shake Me»                 | Savage Garden                          | 3:25         |
| 8.  | «Truly Madly Deeply»                | Savage Garden                          | 4:39         |
| 9.  | «The Animal Song»                   | Affirmation                            | 4:39         |
| 10. | «Affirmation»                       | Affirmation                            | 4:58         |
| 11. | «So Beautiful» (Даррен Хейз сольно) | не издавалась                          | 4:58         |
| 12. | «California» (Даррен Хейз сольно)   | не издавалась                          | 6:00         |
| 13. | «I Don't Care» (би-сайд)            | сингл "Affirmation"                    | 5:05         |
| 14. | «I'll Bet He Was Cool» (би-сайд)    | Truly Madly Deeply – Ultra Rare Tracks | 4:41         |
| 15. | «Love Can Move You» (би-сайд)       | Truly Madly Deeply – Ultra Rare Tracks | 4:47         |
| 16. | «Fire Inside the Man» (би-сайд)     | Truly Madly Deeply – Ultra Rare Tracks | 4:41         |
| 17. | «This Side of Me» (би-сайд)         | Truly Madly Deeply – Ultra Rare Tracks | 4:41         |

## Чарты и сертификации
| Год  | Высшая позиция в чартах | Высшая позиция в чартах | Высшая позиция в чартах | Высшая позиция в чартах | Сертификация                                         |
| Год  | [ 6 ]                   | [ 7 ]                   | [ 8 ]                   | [ 9 ]                   | Сертификация                                         |
| ---- | ----------------------- | ----------------------- | ----------------------- | ----------------------- | ---------------------------------------------------- |
| 2005 | 11                      | 15                      | 31                      | 25                      | Австралия: платиновый · Великобритания: золотой диск |